# Fiona A. Harrison
Fiona A. Harrison (Santa Mónica, 1964) es una astrofísica estadounidense. Es presidenta de Liderazgo Kent y Joyce Kresa de la División de Física, Matemáticas y Astronomía en Caltech, profesora de Física Benjamin M. Rosenen en Caltech e Investigadora Principal de la misión de la NASA en el telescopio espectroscópico nuclear (NuSTAR). 

## Biografía
Harrison nació en Santa Mónica, California, pero se mudó a Boulder, Colorado, a los tres años. Se licenció con altos honores en Física en el Dartmouth College en 1985, y fue a la Universidad de California en Berkeley para estudios de posgrado, completando su Doctorado en 1993. Luego fue a Caltech con una Beca Millikan y se unió al profesorado como profesora asistente de Física en 1995. Se convirtió en profesora titular en 2005 y fue nombrada Profesora de Física Benjamin M. Rosen en 2013. 

## Investigación
La investigación de Harrison combina el desarrollo de una nueva instrumentación con un trabajo de observación centrado en observaciones de alta energía de agujeros negros, estrellas de neutrones, brotes de rayos gamma y restos de supernovas. Como investigadora principal de NuSTAR, el primer telescopio de enfoque en órbita que opera en la parte de alta energía del espectro de rayos X (3 - 79 keV), lideró un equipo internacional para proponer, desarrollar y lanzar la misión. Los detectores de plano focal y la electrónica de instrumentos se construyeron en los laboratorios de Harrison en Caltech. Dirigió el equipo científico que ejecutó la misión de referencia de dos años, que se extendió desde agosto de 2012 hasta agosto de 2014. 
La investigación de observación de Harrison mostró que el brillo posterior de los brotes de rayos gamma muestra roturas en su tasa de decaimiento debido a la colimación de la eyección. Los aspectos científicos más destacados de la misión NuSTAR incluyen el mapeo de los desechos radiactivos en el remanente de supernova Cassieopeia A para restringir el mecanismo de explosión del colapso del núcleo, medición del giro del supermasivo y agujeros negros de masa estelar, el descubrimiento de un magnetar en el Centro Galáctico, y el descubrimiento de un púlsar ultra luminoso.

## Premios y honores
Harrison recibió el premio Presidential Early Career por el presidente Clinton en 2000, fue nombrada una de las mejores lideresas de Estados Unidos por US News y la Kennedy School of Government, recibió una medalla de Liderazgo Público Destacado de la NASA en 2013, y el Premio Bruno Rossi de la Sociedad Astronómica Estadounidense en 2015. Es miembro de la Sociedad Física Estadounidense, la Academia Estadounidense de las Artes y las Ciencias, miembro honorario de la Real Sociedad Astronómica y Doctora Técnica Honoris Causa de la Universidad Técnica Danesa, y miembro de la Academia Nacional de Ciencias de Estados Unidos. 